# تيلمزون
تيلمزون هي قرية صغيرة. تنتمي لإقليم طانطان بجهة كلميم واد نون، وتضم 1015 نسمة (حسب إحصاء سنة 2014).